# Knoppix
Knoppix — це дистрибутив GNU/Linux зі збіркою вільних програм, які працюють з компакт-диска (Live CD чи Live-DVD), створений на базі Debian GNU/Linux. Встановлення його на жорсткий диск не обов'язкове.
Knoppix можна використовувати як демонстраційний CD/DVD у комп'ютерних салонах, для навчання, для відновлення встановленої системи або як систему для розробки нових, навіть комерційних проєктів. Він не призначений для встановлення його на твердий диск, хоча це й можливо. Його «коронний номер» — Live-CD, де він виявляє всі свої можливості щодо автоматичного визначення «заліза» комп'ютера.

## Похідні дистрибутиви

### Adriane Knoppix
Adriane Knoppix - це різновид що орієнтується на сліпих та людей з порушеннями зору, і який можна використовувати зовсім не покладаючись на візуальні пристрої виводу. Був випущений в третьому кварталі 2007 на a Live CD. Adriane Knoppix названа на честь Адріани Кноппер, дружини Клауса Кноппера, розробника Knoppix. Адріана страждає порушенням зору і допомагала Клаусу з розробкою. Ім'я Adriane також є бекронімом "Audio Desktop Reference Implementation And Networking Environment".
Adriane Knoppix розрахований не тільки на сліпих, а також на початківців з невеликими знаннями комп'ютера. Як screen reader використовується Blinux з SUSE Linux.

### Інші різновиди

Родове дерево Knoppix

- Kali Linux, live CD/USB дистрибутив, який зараз базується на Debian. Є переписаною версією BackTrack, що базувалася на Knoppix. Як і попередники, Kali спроектована для цифрової криміналістики та пентестів.
- Kanotix[en], live дистрибутив, зараз на базі Debian.
- KnoppMyth[en], дистрибутив що намагається максимально спростити встановлення Linux та MythTV.
- Musix GNU+Linux[en], розроблений для музикантів.
- Poseidon Linux[en], розроблений для науковців
- KnoppiXMAME, розроблений для MAME відеоігор
- PelicanHPC[en] для створення комп'ютерного кластеру
- Knoppix-UA — українізація оригінального KNOPPIXa, а також багато доповнень і поліпшень для українських користувачів.[4]

### Непідтримувані проекти
| Назва                       | Мета та особливості | Остання версія | дата випуску     |
| --------------------------- | --- | -------------- | ---------------- |
| ClusterKnoppix              | Використовує openMosix. | 3.6            | 1 вересня, 2004  |
| Feather Linux               | Образ розміром 128MB з Linux 2.4, працює як Live CD або Live USB. | 0.7.5          | 4 липня, 2005    |
| Auditor Security Collection | Для тестування безпеки мереж. Приєднаний до BackTrack у 2007. | 200605-02      | 20 червня, 2005  |
| Quantian                    | Для чисельного і кількісного аналізу. Остання версія працює на основі Knoppix 4.0.2.                                                                                                  | 7.9.2          | 1 березня, 2006  |
| Kaella                      | Французький переклад Knoppix | 3.2            | 19 вересня, 2007 |
| Kurumin                     | Бразильською португальською. Poseidon Linux - це новіший дистрибутив на основі Kurumin.                                                                                               | 8.6            | 18 червня, 2008  |
| VMKnoppix                   | Інструменти віртуальних машин | 5.3.1 Xen3.2.1 | 27 серпня, 2008  |
| Dreamlinux                  | Дистрибутив з Бразилії, відгалуження Morphix, фокусується на простоті використання і продуктивності графіки.                                                                          | 5.0            | 1 січня, 2012    |
| BackTrack                   | Створено приєднанням Auditor Security Collection. | 5 R3           | 15 серпня, 2012  |
| Damn Small Linux (DSL)      | Live CD, трохи більший за 50MB. Створений для запуску графічних додатків на старих комп'ютерах, таких як машини з процесорами 486 чи ранніми Pentium і мінімумом оперативної пам'яті. | 4.11 RC2       | 26 вересня, 2012 |

## Виноски
1. ↑  Knoppix 9.3 - Linux-Magazin 2022/06 (DELUG Ausgabe). Процитовано 6 травня 2022.
2. ↑  KNOPPIX Linux Live CD: What license does the KNOPPIX-CD use?. Архів оригіналу за 25 червня 2013. Процитовано 16 липня 2007.
3. ↑  Swapnil Bhartiya. Free Operating System For Blind: Adriane Knoppix. EFY News. Архів оригіналу за 12 червня 2008. Процитовано 2 лютого 2007.
4. ↑  Knoppix 5.0.1 українською. linux.org.ua. Процитовано 31 березня 2024.
5. ↑  clusterKNOPPIX. DistroWatch. 26 серпня 2017. Архів оригіналу за 18 квітня 2017. Процитовано 7 січня 2018.
6. ↑  Feather Linux. DistroWatch. 26 серпня 2017. Архів оригіналу за 24 грудня 2016. Процитовано 7 січня 2018.
7. ↑  Auditor. remote-exploit.org. 22 січня 2006. Архів оригіналу за 24 січня 2007. [Архівовано 2007-01-24 у Wayback Machine.]
8. ↑  Auditor changes. remote-exploit.org. 30 грудня 2005. Архів оригіналу за 31 грудня 2006. [Архівовано 2006-12-31 у Wayback Machine.]
9. ↑  Eddelbuettel, Dirk. The Quantian Scientific Computing Environment. Процитовано 3 травня 2019. The most recent version is 0.7.9.2 dated 26 February 2006 and released March 1, 2006 --- the second Quantian version based on the new Knoppix 4.0.2 release.
10. ↑  Kurumin Linux. DistroWatch. 26 серпня 2017. Архів оригіналу за 11 липня 2017. Процитовано 7 січня 2018.
11. ↑  Suzaki, Kuniyasu (27 серпня 2008). News. VMKnoppix. Japan: Research Center for Information Security (RCIS) / National Institute of Advanced Industrial Science and Technology. Архів оригіналу за 11 грудня 2012. [Архівовано 2012-12-11 у Wayback Machine.]